# Oba de Lagos

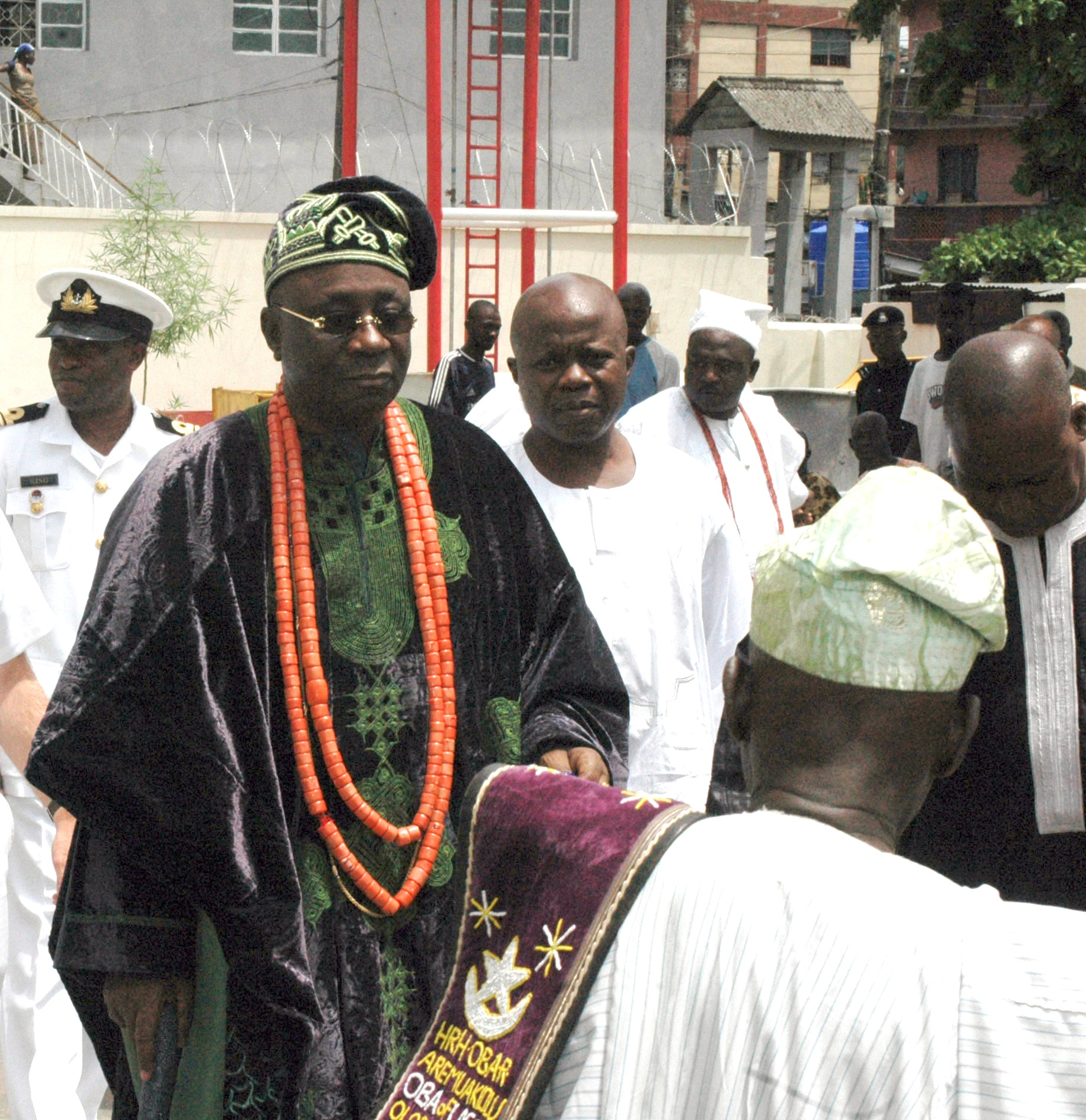
Oba Rilwan Akiolu de Lagos en 2006.

L'oba de Lagos, également connu sous le nom d'Eleko d'Eko, est le chef traditionnel (oba) de Lagos.
L'oba est un souverain cérémoniel yoruba sans pouvoir politique, mais il est convoité comme conseiller ou parrain par des politiciens qui recherchent le soutien des habitants de Lagos, le cœur financier du Nigeria et la plus grande ville d'Afrique. L'oba est apparu dans des publicités touristiques au nom de la ville, déclarant souvent "Vous devez aller à Lagos", parmi divers autres rôles cérémoniels.
L'actuel oba de Lagos est Rilwan Akiolu, qui détient le titre depuis 2003.

## Histoire

### Origine
Tous les obas de Lagos font remonter leur lignée à Ashipa, un capitaine de guerre de l'oba du Bénin. Ashipa est récompensé par le titre d'Oloriogun  (ou chef de guerre) et reçoit la sanction de l'oba du Bénin pour gouverner Lagos en son nom. Certains récits béninois de l'histoire désignent Ashipa comme fils ou petit-fils de l'oba du Bénin. D'autres récits notent qu'Ashipa est une déformation yoruba du nom béninois Aisika-hienbore (traduit "nous ne déserterons pas cet endroit").
Ashipa reçoit une épée et un tambour royal comme symboles de son autorité de l'oba du Bénin lors de sa mission à Lagos. De plus, l'oba du Bénin déploie un groupe d'officiers béninois chargés de préserver les intérêts du Bénin à Lagos. Ces officiers, dirigés par Eletu Odibo, sont les premiers membres du rang Akarigbere de Lagos.
Une autre hypothèse serait qu'un conflit de succession entre les chefferies Awori se dissimule derrière la tradition orale. Dans cette hypothèse, Ashipa dirige une faction qui obtient des soutiens locaux. Ce conflit interne serait l'origine de la mort d'Asheru qu'il a alors transporté jusqu'à l'oba du Bénin pour inhumation, devenant alors roi par conquête.

#### Datation
La généalogie dynastique défendue par les princes de Lagos établit la fondation dynastique, par Ashipa, vers 1600. Il aurait régné 27 ans et serait mort en 1630. Son fils Ado lui succède jusqu'en 1669. Il s'agit de la datation la plus fréquemment évoquée. Cependant, les historiens soulignent que ces dates suggèrent des règnes très longs entre Ashipa et Adele Ajosun, ce qui semble peu probable. Ils évoquent la possibilité qu'une ou plusieurs successions soient oubliées de la tradition orale. Une confusion tient également lieu entre la date présumée de la fondation d'Eko et l'arrivée d'Ashipa en tant qu'oba, situant alors le début de son règne en 1550. Actuellement, les datations et les recherches effectuées au XXe siècle et au XXIe siècle soutiennent une datation plus tardive de 1682 à 1716.

### Centralisation du pouvoir
Le premier oba couronné est Ado dont le règne se caractérise par l'apparition d'une forme de gouvernement centralisé de type monarchique à la suite de l'expansion des dix chefferies d'Eko. Avant l'arrivée des Britanniques, l'oba du Bénin a "le droit incontesté de couronner ou de confirmer l'individu que les habitants de Lagos ont élu [élu] pour être leur roi". Les différents oba de Lagos réorganiseront progressivement la structure du pouvoir afin d'asseoir leur position.
En collaboration avec les descendants d'Olofin, Gabaro, successeur d'Ado déplace le siège du gouvernement de l'île d'Iddo à l'île de Lagos et y établit le palais Iga Idunganran (en) comme résidence de l'oba. établit des institutions de chefferie et renforce les chefferies des descendants d'Olofin, faisant d'eux des chefs à bonnet blanc afin de les distinguer des chefs béninois avec des chapeaux de soie, et perçoit annuellement un tribut de ses sujets qu'il remet à l'oba du Bénin.
Après 1760, Akinsemoyin introduit des commerçants d'esclaves portugais et encourage le commerce d'autres produits depuis Lagos tels que l'huile de palme ou les vêtements et achète de la poudre à canon, des armes, du tabac et du sel. Les rapports de l'île de Principe entre 1760 et 1771 font état d'un nombre important de navires en provenance de Lagos. Sur cette même période, ce sont plus de 3.142.000 esclaves qui transitent par Lagos.
Après 1790, Ologun Kutere continue cette politique commerciale afin de financer un renforcement militaire afin de mener une politique agressive contre les autres ports commerciaux de la côte des esclaves.

### Bombardement de Lagos
La défaite d'oba Kosoko par les forces britanniques le 28 décembre 1851, dans ce qui est maintenant connu sous le nom de bombardement de Lagos ou d'Ogun Ahoyaya (après avoir fait bouillir des canons), met fin à l'ancienne allégeance de la ville de Lagos envers l'oba du Bénin.
Kosoko est donc le dernier oba de Lagos à remettre des hommages annuels des habitants de Lagos à l'oba du Bénin. Oba Akitoye, qui est réinstallé sur le trône par les Britanniques, "a saisi l'opportunité de sa restauration sous la protection britannique pour répudier son ancienne allégeance" au Bénin et a repoussé les demandes d'hommage ultérieures de l'oba du Bénin ,,.
Les anciens dirigeants de Lagos utilisent les titres d'Ologun (dérivé d'Oloriogun), d'Eleko et, plus récemment, d'oba de Lagos.

## Le palais royal
La résidence officielle du roi, depuis 1630, est Iga Idunganran, un château rénové par les Portugais durant un siècle. C'est aujourd'hui un site touristique très fréquenté.

## Liste des obas de Lagos
- Ashipa, fondateur de la dynastie Lagos mais pas couronné oba de Lagos (vers 1682-1716) [20],[1]
- Ado (Lagos) (1716–1755) premier oba de Lagos (fils d'Ashipa /Esikpa) [21],[22]
- Gabaro (1755–1760) [23]
- Akinsemoyin (vers 1760-1775) [1]
- Eletu Kekere (vers 1775 - 1780) [1]
- Ologun Kutere (également Ologunkutere / Ologunkuture) (1780-vers 1801) [1],[24]
- Interrègne entre Ologun Kutere et Adele (vers 1805 - vers 1810/11) [1]
- Adele Ajosun (1811-1821) [1]
- Osinlokun (Oshinlokun, Eshinlokun) (1821–1829) [1],[24]
- Idewu Ojulari (1829–1832) [23] ou jusqu'en 1835 [1]
- Adele Ajosun (deuxième mandat) (1835-1837) [1]
- Oluwole (en) (1837-1841) [23],[1]
- Akitoye (1841-1845) [23],[1]
- Kosoko (1845–1851) [23],[1]
- Akitoye (deuxième mandat) (1851-1853) [23]
- Dosunmu (1853–1885) [23],[1]
- Oyekan I (en) (1885-1900) [23]
- Eshugbayi Eleko (1901-1925) [23]
- Ibikunle Akitoye (1925–1928) [23]
- Sanusi Olusi (1928–1931) [23]
- Eshugbayi Eleko (deuxième mandat) (1931-1932) [23]
- Falolu Dosunmu (1932-1949) [23]
- Adeniji Adele (1949-1964) [23]
- Adeyinka Oyekan (en) II (1965–2003) [23]
- Rilwan Akiolu (2003–) [23]